# Ainsley (Vorname)
Ainsley (schottisch-gälisch: meine Wiese, meine Weide, mein Land) ist ein überwiegend männlicher, aber auch weiblicher Vorname.

## Herkunft und Bedeutung
Ainslie war ursprünglich ein Familienname, der möglicherweise auf die Orte Ansley in Warwickshire oder Annesley in Nottinghamshire zurückgeht. Diese Herkunftsbezeichnung entstand aus den altenglischen Wörtern ān („eins“) und leah („Wald“, „Lichtung“ oder „Feld“) und bedeutet meine Wiese, meine Weide oder mein Land.
Der Familienname verbreitete sich aus England höchstwahrscheinlich durch einen adligen Namensträger nach Norden und ist insbesondere in der Grenzregion zwischen Schottland und dem nördlichen England verbreitet.
Daraus entwickelte sich später der Vorname. Er lässt sich in Schottland bis ins 12. Jahrhundert nachweisen, als er an Mädchen wie Jungen gleichermaßen vergeben wurde. In neuerer Zeit wurde er überwiegend an männliche Namensträger vergeben.

## Varianten
- Ainie
- Ainslee
- Ainslie

## Namensträger

### Männliche Namensträger
- Ainsley Armstrong (* 1952), Sprinter aus Trinidad und Tobago
- Ainsley Bennett (* 1954), britischer Sprinter
- Aynsley Dunbar (* 1946), britischer Schlagzeuger
- Ainsley Harriott (* 1957), britischer Koch
- Ainsley Iggo (1924–2012), neuseeländischer Neurophysiologe
- Aynsley Lister (* 1976), britischer Rock-/Blues-Gitarrist und Sänger
- Ainsley Maitland-Niles (* 1997), englischer Fußballspieler
- Ainsley Waugh (* 1981), jamaikanischer Sprinter

### Weibliche Namensträger
- Ainsley Earhardt (* 1976), US-amerikanische Moderatorin und Autorin
- Ainsley Gardiner (* vor 1974), neuseeländische Filmproduzentin